# Кеменяш Олександр Михайлович
Олекса́ндр Миха́йлович Кеменя́ш (нар. 25 жовтня 1965, м. Свалява, Закарпатська область) — український політик. Колишній народний депутат України. Член партії ВО «Батьківщина», голова Закарпатської обласної організації з вересня 2006.

## Ранні роки
Третя дитина у родині водія далеких рейсів та вчительки початкових класів сільської школи. Навчався у Свалявській середній школі № 1.

## Освіта
У 2001 році закінчив Київський національний торговельно-економічний університет за спеціальністю «Фінанси», економіст-фінансист, а у 2010 році — магістратуру Вінницького торговельно-економічного інституту Київського національного торговельно-економічного університету за спеціальністю «Адміністративний менеджмент».

## Кар'єра
- 1982–1983 — транспортувальник лісохімкомбінату, слюсар Лужанського заводоуправління мінеральних вод в м. Свалява.
- 1983–1985 — служба в армії.
- 1985–1988 — вирубник лісу Моломського ліспромгоспу об'єднання «Кіровліспром» Кіровської області (Росія).
- 1988–1989 — директор МП «Сервіс» в (м. Свалява).
- 1989–1991 — вирубник лісу Моломського ліспромгоспу об'єднання «Кіровліспром» Кіровської області.
- 1991–2001 — заступник директора МП «Орбіта», товарознавець відділу збуту МПБФ «Скорпіон», директор МП «Арт», голова координаційної ради МПП «Алекс» (м. Свалява). «Алекс» є одним з перших підприємств в Україні, яке почало розливати мінеральну воду у поліетиленову тару.
- У 1998 році став депутатом Закарпатської обласної ради 3-го скликання від Свалявського району.
- 2002 — голова правління ЗАТ «Алекс» (м. Свалява).

## Парламентська діяльність
Народний депутат України 4-го скликання з 14 травня 2002 до 25 травня 2006, виборчій округ № 73, Закарпатська область, самовисування. «За» 25.14 %, 10 суперників. На час виборів: голова правління ЗАТ «Алекс» (Закарпатська область), безпартійний. Позафракційний (травень 2002 — червень 2005), член фракції «Блок Юлії Тимошенко» (з червня 2005). Член Комітету з питань екологічної політики, природокористування та ліквідації наслідків Чорнобильської катастрофи (з червня 2002).
Народний депутат України 5-го скликання з 25 травня 2006 до 15 червня 2007 від «Блоку Юлії Тимошенко», № 67 в списку. На час виборів: народний депутат України, безпартійний. Член фракції «Блок Юлії Тимошенко» (з травня 2006). Член Комітету з питань екологічної політики, природокористування та ліквідації наслідків Чорнобильської катастрофи (з липня 2006). 15 червня 2007 достроково припинив свої повноваження під час масового складення мандатів депутатами-опозиціонерами з метою проведення позачергових виборів до Верховної Ради України.
Народний депутат України 6-го скликання з 23 листопада 2007 до 12 грудня 2012 від «Блоку Юлії Тимошенко», № 67 в списку. На час виборів: тимчасово не працював, член ВО «Батьківщина». Член фракції «Блок Юлії Тимошенко» (з листопада 2007). Член Комітету з питань екологічної політики, природокористування та ліквідації наслідків Чорнобильської катастрофи (з грудня 2007).

## Благодійність
Більше 20-ти років займається благодійною діяльністю. У 2002 році заснував Благодійний фонд Олександра Кеменяша «Благодар», основними напрямками роботи якого є надання матеріальної допомоги громадянам на лікування, навчання, підтримка талановитої молоді та малозабезпечених родин, сприяння розвиткові спортивних та культосвітніх організацій, а також надання правового захисту тим, хто цього потребує. Допомогою фонду скористалися сотні жителів Закарпаття. За підтримки благодійного фонду проведені десятки складних операцій. Людям повернуто зір, можливість рухатися, а в деяких просто заново почало битися серце.